# CEI 60320
La norme 60320 de la Commission électrotechnique internationale (CEI) définit des prises de courant de type domestiques et industriels légers. On trouve notamment dans cette norme les connecteurs C13/C14 et C19/C20 utilisés dans les centres de données informatiques.

## Liste des connecteurs
| Source (contact femelle), généralement une fiche, parfois un socle de connecteur | Destination (contact mâle), généralement un socle de prise, parfois une prise mobile | Schéma | Espacement des broches, centres (mm) | Présence d'une terre | Classe d'équipement CEI | Recâblage autorisé | Courant max. (A) | Temp. Max. des broches. (°C) | Polarisé | Remarques et usages typiques. |
| -------------------------------------------------------------------------------- | ------------------------------------------------------------------------------------ | ------ | ------------------------------------ | -------------------- | ----------------------- | ------------------ | ---------------- | ---------------------------- | -------- | --- |
| C1                                                                               | C2                                                                                   |        | 6,6                                  | Non                  | II                      | Non                | 0,2              | 70                           | Non      | Rasoir électrique. |
| C3                                                                               | C4                                                                                   |        | 10                                   | Non                  | II                      |                    | 2,5              | 70                           | Oui      | connecteur semblable à C5/C6, mais avec un ergot à la place d'un conducteur de terre. Retiré du standard. |
| C5                                                                               | C6                                                                                   |        | 10 (H) 4.5 (V)                       | Oui                  | I                       | Non                | 2,5              | 70                           | Oui      | Nombreuses alimentations d'ordinateurs portables. |
| C7                                                                               | C8                                                                                   |        | 8,6                                  | Non                  | II                      | Non                | 2,5              | 70                           | Non      | Équipements audio, vidéo & radio domestiques et alimentations électriques à double isolation. Ce connecteur version symétrique n'est pas polarisé contrairement aux connecteurs C7P/C8P. |
| C7P                                                                              | C8P                                                                                  |        | 8,6                                  | Non                  | II                      | Non                | 2,5              | 70                           | Oui      | Version polarisée du connecteur C7/C8. Un côté est carré et les connecteurs C8A et C8B sont profonds de 15,5 mm alors que le connecteur C8 est profond de 10 mm. |
| C9                                                                               | C10                                                                                  |        | 10                                   | Non                  | II                      | Non                | 6                | 70                           | Non      | Ce type de connecteur est utilisé par l'entreprise Roland Corporation pour certains pianos et batteries électriques (par exemple: TR-909) ainsi que par Revox pour beaucoup de leurs anciens modèles d'équipement HiFi (par exemple: A76, A77, A78, B77, B225).                                                                                    |
| C11                                                                              | C12                                                                                  |        | 10                                   | Non                  | II                      |                    | 10               | 70                           | Oui      | semblable au connecteur C9 mais avec une encoche. Retiré du standard CEI. |
| C13                                                                              | C14                                                                                  |        | 14 (H) 4 (V)                         | Oui                  | I                       | Oui                | 10/15            | 70                           | Oui      | Très fréquent pour les ordinateurs personnels et leurs périphériques. |
| C15                                                                              | C16                                                                                  |        | 14 (H) 4 (V)                         | Oui                  | I                       | Oui                | 10/15            | 120                          | Oui      | Pour les équipements dissipant de la chaleur (comme les bouilloires électriques). Parfois utilisé en informatique, comme pour le HP 5406ZL. |
| C15A                                                                             | C16A                                                                                 |        | 14 (H) 4 (V)                         | Oui                  | I                       | Oui                | 10/15            | 155                          | Oui      | Pour les équipements dissipant beaucoup de chaleur. Sur le socle, les chanfreins sont resserrés pour éviter l'enfichage de fiches de plus faible capacité. |
| C17                                                                              | C18                                                                                  |        | 14                                   | Non                  | II                      | Non                | 10/15            | 70                           | Oui      | Xbox 360, certains aspirateurs, quelques modèles de CPAP. |
| C19                                                                              | C20                                                                                  |        | 13 (H) 8 (V)                         | Oui                  | I                       | Oui                | 16/20            | 70                           | Oui      | Communément trouvé sur les équipements informatiques à forte puissance, comme les PowerMac G5, les boîtiers d'alimentation de la série de switchs Cisco 6500, du boîtier de serveurs Cisco UCS 5108, ou encore du boîtier de serveurs Dell PowerEdge M1000e. Typiquement utilisé également pour l'alimentation des onduleurs entre 2 kVA et 4 kVA. |
| C21                                                                              | C22                                                                                  |        | 13 (H) 8 (V)                         | Oui                  | I                       | Oui                | 16/20            | 155                          | Oui      | Connecteur pour appareils chauds. Ex : Aspirateurs industriels, gaufriers. |
| C23                                                                              | C24                                                                                  |        | 13                                   | Non                  | II                      | Non                | 16/20            | 70                           | Oui      | Similaire au C19, mais sans connecteur de terre. |

### Couple C1/C2
Ce connecteur à deux conducteurs (sans liaison à la terre) est souvent utilisé pour les rasoirs électriques.
 C1 (source/femelle) - exemple de fiche.
 C2 (destination/mâle) - exemple de socle de prise (photo manquante).
 Exemple d'utilisation.

### Couple C5/C6
Ce connecteur à trois conducteurs est souvent appelé tripolaire, trèfle ou Mickey. Il monte jusqu'à 2,5 A. Il est répandu sur les ordinateurs portables et sur tout le petit matériel ayant besoin d'une liaison à la terre.
 C5 (source/femelle) - exemple de fiche.
 C6 (destination/mâle) - exemple de socle de prise.

### Couple C7/C8
Ce connecteur à deux conducteurs (sans liaison à la terre) est souvent appelé bipolaire, ou fusil (en raison de sa ressemblance avec une extrémité de fusil de chasse). Il monte jusqu'à  2,5 A. Il existe en version symétrique (photo) et aussi asymétrique afin de respecter la polarité. La fiche femelle symétrique peut être branchée dans un socle mâle asymétrique. Ce connecteur est commun sur tout le petit matériel n'ayant pas besoin d'une liaison à la terre.
 C7 (source/femelle) - exemple de fiche.
 C7P (source/femelle) - exemple de fiche.
 C8 (destination/mâle) - exemple de socle de prise.

### Couple C13/C14
Le couple C13/C14 est utilisé par les ordinateurs de bureaux, les équipements industriels simples, ainsi que les équipements relativement peu puissants des centres de données informatiques (comme les commutateurs ou les petits serveurs).
Il supporte des courants allant jusqu'à 10 à 15 A pour des tensions entre 90 et 250 V.
Par ailleurs, les cordons C13-C14 présentent l'avantage d'être à la fois des cordons d'alimentation (de l'ordinateur vers l'écran, par exemple) et des rallonges. Les onduleurs, PDU (Power Distribution Units dans les armoires informatiques) sont, en général, équipés de prises C14.
La force de rétention est suffisante pour garantir une tenue à l'arrachement en usage courant.
 C13 (source/femelle) - exemple de fiche.
 C14 (destination/mâle) - exemple de socle de prise.
 (en haut à gauche) C13 (source/femelle) - exemple de socle de connecteur (selon la norme, c'est une prise de sortie d'appareil de type F).
 C14 (destination/mâle) - exemple de prise mobile (selon la norme, c'est une prise pour coupleur d'interconnexion de type E).
Le branchement d'une fiche femelle C13 est le suivant (vue de face) :
- le neutre se connecte à gauche ;
- la terre se connecte au centre ;
- la phase se connecte à droite.

Le branchement d'une prise mâle C14 est le suivant (vue de face) :
- la phase se connecte à gauche ;
- la terre se connecte au centre ;
- le neutre se connecte à droite.

Voici les dimensions des connecteurs C13 et C14 :

### Couple C15/C16
Le couple C15/C16 est utilisé pour le petit électroménager chauffant, notamment muni de résistance (Appareil à raclette, pierrade, petit radiateur électrique, Catalyst 3850, Procurve 3500, etc.).
 C15 (source/femelle) - exemple de fiche.
 C16 (destination/mâle) - exemple de socle de prise (photo manquante).

### Couple C17/C18
Similaire au couple C13/C14 mais sans la terre.
 C17 (source/femelle) - exemple de fiche.
 C18 (destination/mâle) - exemple de socle de prise.

### Couple C19/C20
Le couple C19/C20 est notamment utilisé pour les équipements à grosse puissance des centres de données informatiques, comme les châssis de serveurs informatiques (par exemple le boîtier Poweredge M1000e de Dell ou les boîtiers C7000 de HP) en remplacement du couple C13/C14 lorsque la puissance demandée est trop importante pour ce type de prise.
Il supporte des courants allant jusqu'à 15 à 20 A pour des tensions entre 100 et  240 V.
 C19 (source/femelle) - exemple de fiche.
 C20 (destination/mâle) - exemple de socle de prise.
 C20 (destination/mâle) - exemple de prise mobile (selon la norme, c'est une prise pour coupleur d'interconnexion de type I).

## Sources et références